# Javorje (gmina Črna na Koroškem)
Javorje – wieś w Słowenii, gmina Črna na Koroškem. 1 stycznia 2017 liczyła 139 mieszkańców.